# Ann Petersen
Anny Peeters, alias Ann Petersen (Wuustwezel, 22 juni 1927 – Opwijk, 11 december 2003) was een Belgische actrice.

## Loopbaan
Zij begon haar loopbaan in 1960 bij het Nederlands Kamertoneel. Ze speelde onder meer in de films Mira (1971), Home Sweet Home (1973), Vrijdag (1980), Hector (1987), Het sacrament (1989), Koko Flanel (1990), Ramona (1991), Manneken Pis (1995) en Pauline & Paulette (2001), een film die 17 internationale prijzen in de wacht sleepte. Voor haar rol in Pauline & Paulette, kreeg ze de prijs voor Beste Actrice op het filmfestival van Pescara in Italië. Haar beroemdste rol is de directeur van het bejaardentehuis in "Home Sweet Home". Zij is de kwaadaardige tegenstander van Claude Jade en Jacques Perrin in het debuut van Benoît Lamy.
Zij speelde in vele series op de Vlaamse openbare omroep, de BRT (thans VRT). Haar allereerste rol in een langspeelfilm had ze als secretaresse in de cultfilm Café zonder bier, alias De ordonnans uit 1962, met Bobbejaan Schoepen in de hoofdrol. Ze speelde onder meer in Slisse & Cesar (1977), Wij, Heren van Zichem (1969) en voor de jeugd: Kapitein Zeppos (1964), Keromar (1971), Magister Maesius (1974), Het Veenmysterie (1982) en Samson en Gert als mevrouw Jeannine (1994-1999). Ze was ook te zien in series als De Paradijsvogels (1980) en Het verdriet van België, en vanaf 1996 tot aan haar overlijden in de soap Thuis, als Florke ('ons moe'). Ze speelde voorts in de VTM-reeks Lili en Marleen waarin ze de rol vertolkte van Tante Gusta (1995-1996). Ook had ze een gastrol in de VTM-comedyreeks De Kotmadam (1994).
Ook in Nederland speelde Petersen in diverse televisieseries. Zo was ze te zien in In voor- en tegenspoed (1991) van de VARA en in de Veronica-serie In de Vlaamsche pot (Aflevering 23 van seizoen 2 en aflevering 12 van seizoen 3) als de moeder van Lucien.
Zij speelde in twaalf langspeelfilms en was dertig jaar lang verbonden aan de Koninklijke Vlaamse Schouwburg.

### Privé
Ann Petersen was tot 1960 getrouwd, dit huwelijk eindigde in een echtscheiding. Zelf vertelde ze dat ze van haar man wegging omdat hij graag kinderen had gehad, terwijl ze die zelf niet meer kon krijgen door een operatie met complicaties.

## Overlijden
Op 11 december 2003 overleed Petersen in haar woning te Opwijk. Haar overlijden kwam voor buitenstaanders onverwachts, want ze was begin die maand nog te gast in het TV1-programma Tv.gasten, gepresenteerd door Friedl' Lesage. Collega's die met haar samenwerkten, vertelden later dat ze het hadden zien aankomen, omdat ze zich ondanks haar diabetes niet aan haar dieet hield.